# Список акронімів української мови (К)
Список акронімів української мови, які починаються з літери «К»:
- КазРСР — Казахська Радянська Соціалістична Республіка
- КАМ — Квадратурно-амплітудна модуляція
- КамАЗ (рос. Камский автомобильный завод) — російське підприємство, яке виготовляє вантажні автомобілі
- КАРІКОМ (англ. CARICOM: Caribbean Community) — Карибська співдружність
- КАРСР — Казакська Автономна Соціалістична Радянська Республіка
- КАРСР — Калмицька Автономна Радянська Соціалістична Республіка
- КАРСР — Каракалпацька Автономна Радянська Соціалістична Республіка
- КАРСР — Карельська Автономна Радянська Соціалістична Республіка
- КАРСР — Комі Автономна Радянська Соціалістична Республіка
- КАРСР — Кримська Автономна Радянська Соціалістична Республіка
- КАСП — Експеримент з Критичного Аналізу методів для Структурних Передбачень білків
- КАСУ — Кодекс адміністративного судочинства України
- КАФ (фр. CAF: Confédération Africaine de Football) — Африканська конфедерація футболу
- КБ — Кілобайт
- КБ — Конструкторське бюро
- КВВП — Коефіцієнт використання встановленої потужності
- КВЕД — Класифікація видів економічної діяльності
- КВІР — Корпус вартових Ісламської революції
- КВК — Клуб веселих та кмітливих
- КВН (рос. Клуб весёлых и находчивых) — Клуб веселих та кмітливих
- КВНР — Комітет визволення народів Росії
- КВО — Київський військовий округ
- КВРЗ — Конотопський вагоноремонтний завод
- КД — Компакт-диск
- КДБ РБ — Комітет державної безпеки Республіки Білорусь
- КДБ СРСР — Комітет державної безпеки СРСР
- кДНК — Комплементарна Дезоксирибонуклеїнова кислота
- КДП — Командно-диспетчерський пункт
- КЕС — Конденсаційна електростанція
- КЗ — Контактне зварювання
- КІД — Клуб інтернаціональної дружби
- КІН — Клуб інтернаціональної дружби
- КК — Кримінальний кодекс
- КК УРСР — Кримінальний кодекс Української РСР
- ККА — Компанія керування активами
- ККД — Коефіцієнт корисної дії
- ККУ — Кримінальний кодекс України
- КМБ — Курс молодого бійця
- КМД — Кінцева міра довжини
- КМДА — Київська міська державна адміністрація
- КМЕ — Київська міська електричка
- КМКФ — Київський міжнародний кінофестиваль
- КМОН — Комплементарна структура метал-оксид-напівпровідник
- КМП США — Корпус морської піхоти США
- КМРЄ — Комітет міністрів Ради Європи
- КМС — Колійна машинна станція
- КМС — Кредитно-модульна система
- КМС — Кандидат у майстри спорту
- КМУ — Кабінет Міністрів України
- КНДР — Корейська Народно-Демократична Республіка
- КНЕУ — Київський національний економічний університет імені Вадима Гетьмана
- КНЛУ — Київський національний лінгвістичний університет
- КНР — Китайська Народна Республіка
- КНТЕУ — Київський національний торговельно-економічний університет
- КНУ — Київський національний університет імені Тараса Шевченка
- КНУБА — Київський національний університет будівництва і архітектури
- КНФ — Кон'юнктивна нормальна форма
- КОАТУУ — Класифікатор об'єктів адміністративно-територіального устрою України
- КОБОЛ (англ. COBOL: Common Business Oriented Language) — Мова програмування високого рівня, яка використовується в економічній галузі і для розв'язання бізнес-задач
- КОДА — Київська обласна державна адміністрація
- КОДА — Кіровоградська обласна державна адміністрація
- КОІ-8 («Код обміну інформацією») — Восьмибітова ASCII-сумісна кодова таблиця, розроблена для кодування букв кириличних алфавітів
- КОКОМ (англ. CoCom: Coordinating Committee for Multilateral Export Controls) — Координаційний комітет з експортного контролю
- КОМЕСА (англ. COMESA: Community of East and South Africa) — Економічне співтовариство країн Східної та Південної Африки
- КОНІФА (англ. CONIFA: Confederation of Independent Football Associations) — Федерація футбольних асоціацій невизнаних країн
- КОНКАКАФ (англ. CONCACAF: Confederation of North, Central American and Caribbean Association Football) — Конфедерація футболу країн Північної і Центральної Америки і зони Карибського моря
- КОНМЕБОЛ (ісп. CONMEBOL: Confederación Sudamericana de Fútbol) — Південноамериканська футбольна конфедерація
- КОРД (Корпус Оперативно-Раптової Дії) — спеціальний підрозділ Національної поліції України
- КОТІФ (фр. COTIF: Convention relative aux transports internationaux ferroviaires) — Конвенція про міжнародні залізничні перевезення
- КП — Комунальне підприємство
- КП УРСР — Комуністична партія Української РСР
- КПВВ — Контрольний пункт в'їзду-виїзду в зоні проведення АТО
- КПІ — Національний технічний університет України «Київський політехнічний інститут імені Ігоря Сікорського»
- КПК — Кишеньковий персональний комп'ютер
- КПК — Комуністична партія Китаю
- КПК — Кримінально-процесуальний кодекс України
- КПП — Контрольно-пропускний пункт
- КПП — Коробка перемикання передач
- КПРС — Комуністична партія Радянського Союзу
- КПРФ — Комуністична партія Російської Федерації
- КПУ — Комуністична партія України
- КрАЗ — Кременчуцький автомобільний завод
- КРЕ — Казахська радянська енциклопедія
- КРЕ — Киргизька радянська енциклопедія
- КримНР — Кримська Народна Республіка
- КРПП — Крилата ракета повітря-повітря
- КС — Компресорна станція
- КС (англ. CS: «Counter-Strike») — серія відеоігор
- КСЗІ — Комплексна система захисту інформації
- КСП — Клуб самодіяльної пісні
- КСУ — Конституційний Суд України
- КСХС — Королівство Сербів, Хорватів і Словенців
- КТ — Комп'ютерна томографія
- КТП — Комплектна трансформаторна підстанція
- КУА — Компанія керування активами
- КубНР — Кубанська Народна Республіка
- КУК — Конґрес Українців Канади
- КУН — Конгрес українських націоналістів
- КУНГ (Кузов Уніфікований Нульового Габариту) — стандартизована модульна система радянської військової техніки
- КУпАП — Кодекс України про адміністративні правопорушення
- КФК — Креатинфосфокіназа
- КФОР (англ. KFOR: Kosovo Force) — Міжнародні сили з підтримки миру в Косові
- КХД — Квантова хромодинаміка
- КХЛ — Континентальна хокейна ліга
- КЦ — Компресорний цех
- КША — Конфедеративні Штати Америки
- КШМ — Командно-штабна машина
- КЮРМ — Колишня Югославська Республіка Македонія